# Tabwemassana
Le Tabwemassana est un parti politique des années 1970 au condominium franco-britannique des Nouvelles-Hébrides.

## Histoire
Les Nouvelles-Hébrides sont une colonie gouvernée conjointement par la France et le Royaume-Uni depuis le début du XXe siècle. À partir des années 1960 et surtout à partir du début des années 1970, plusieurs mouvements et partis politiques émergent dans l'archipel, dont notamment le Parti national des Nouvelles-Hébrides (PNNH, anglophone, protestant, progressiste, indépendantiste) et l'Union des communautés des Nouvelles-Hébrides (UCNH, francophone, opposée à une indépendance trop rapide du pays). Sur l'île d'Espiritu Santo se trouvent le Nagriamel (autochtone, néo-traditionaliste, régionaliste) et le Mouvement autonomiste des Nouvelles-Hébrides (MANH, francophone et francophile, conservateur et anti-indépendantiste).
Le Tabwemassana est fondé en juin 1975 à Port-Olry, sur Espiritu Santo par Michel Bernast, un résident français de l'île et employé de l'entreprise Shell. Michel Bernast en fait un parti de la gauche catholique, par opposition à la fois au MANH (de droite) et au PNNH (de gauche mais fortement ancré dans une identité anglophone et protestante). Il prône la préservation de la propriété autochtone des terres, le respect de la coutume autochtone en matière de gouvernement, un développement économique assez rapide de la colonie, et « une évolution politique progressive, dans le respect de l’être humain et de la moralité chrétienne ». Le parti porte le nom du mont Tabwemasana, la plus haute montagne de l'île.
En novembre 1975 sont organisées les premières élections législatives de l'histoire de la colonie. Pour ce scrutin, le Tabwemassana s'allie au MANH et au Nagriamel pour présenter des candidats communs dans certaines circonscriptions. Ces élections sont un échec pour l'alliance et pour les trois partis qui sont ses composantes ; le MANH n'obtient que deux élus, et le Tabwemassana et le Nagriamel aucun,. Après cette défaite, des membres à la fois du Nagriamel et du Tabwemassana se livrent à des « démonstrations de force et [à d]es intimidations » à l'encontre de leurs adversaires politiques anglophones, ainsi qu'au saccage de boutiques tenues par des anglophones. Toutefois lorsque le Nagriamel réagit de plus à cette défaite en tentant de proclamer l'indépendance de l'île de Santo, le Tabwemassana rompt ses relations avec ce mouvement. Dans le même temps, le Tabwemassana demeure farouchement opposé en PNNH, et des sympathisants du Tabwemassana agressent des manifestants du PNNH à Santo en mars 1976.
En février 1977, le Tabwemassana fédère avec quatre autres partis francophones (l'UCNH, le Parti fren mélanésien, le parti Kapiel et le mouvement John Frum) pour fonder l'Union tan. La nouvelle fédération, menée par Vincent Boulekone, organise une manifestation de quelques centaines de personnes à Port-Vila pour démontrer son unité,. L'Union termine en tête aux élections législatives anticipées de 1977, boycottées par le PNNH ; aucun des élus, toutefois, n'est issu du Tabwemassana qui, « en raison de son manque d’organisation et de ses querelles internes[,] n’a pas réussi à présenter des candidats avant la date limite ». Le parti fait par la suite chemin à part, et ne se joint pas aux autres partis francophones (UCNH, MANH, Nagriamel, Parti fren mélanésien, Kapiel, et John Frum), qui s'unissent en un « Parti fédéral des Nouvelles-Hébrides » pour les élections de 1979. Le Tabwemassana présente un unique candidat, Louis Vatou, à ces élections, dans la circonscription de Luganville ; avec 6,7 % des voix, il termine quatrième et dernier, loin derrière le candidat du MANH Georges Cronsteadt.
Le Tabwemassana ne disparaît pas complètement avec l'indépendance des Nouvelles-Hébrides (devenues le Vanuatu) en 1980, et s'associe à l'Union des partis modérés sans s'y intégrer ; il ne prend plus une part active à la vie politique nationale.

## Sièges à l'Assemblée représentative
| Élection | Sièges |
| -------- | ------ |
| 1975     | 0 / 29 |
| 1977     | 0 / 39 |
| 1979     | 0 / 39 |